# Anadelphia trepidaria
Anadelphia trepidaria är en gräsart som först beskrevs av Otto Stapf, och fick sitt nu gällande namn av Otto Stapf. Anadelphia trepidaria ingår i släktet Anadelphia och familjen gräs.
Artens utbredningsområde är Guinea. Inga underarter finns listade i Catalogue of Life.